# 鮑爾敦
鮑爾敦（英語：Balltown）是美国艾奥瓦州迪比克縣下轄的一个城市。2010年人口统计为68人。